# 阿难陀库提寺

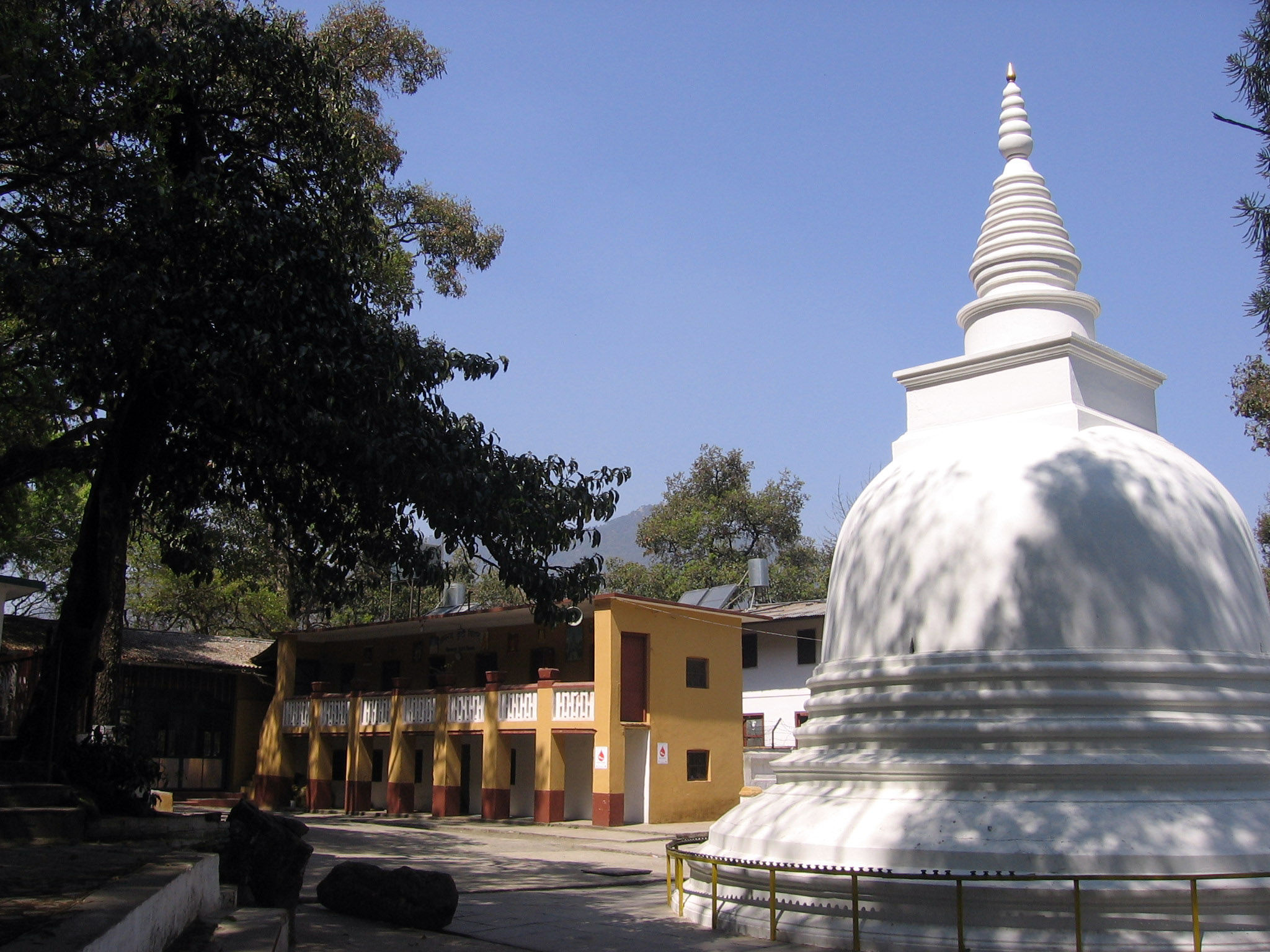
阿难陀库提寺外景

阿难陀库提寺，坐落于尼泊尔首都加德满都郊外的斯瓦扬布的一座上座部佛教寺院，是现代尼泊尔第一座上座部佛教寺院。

## 历史

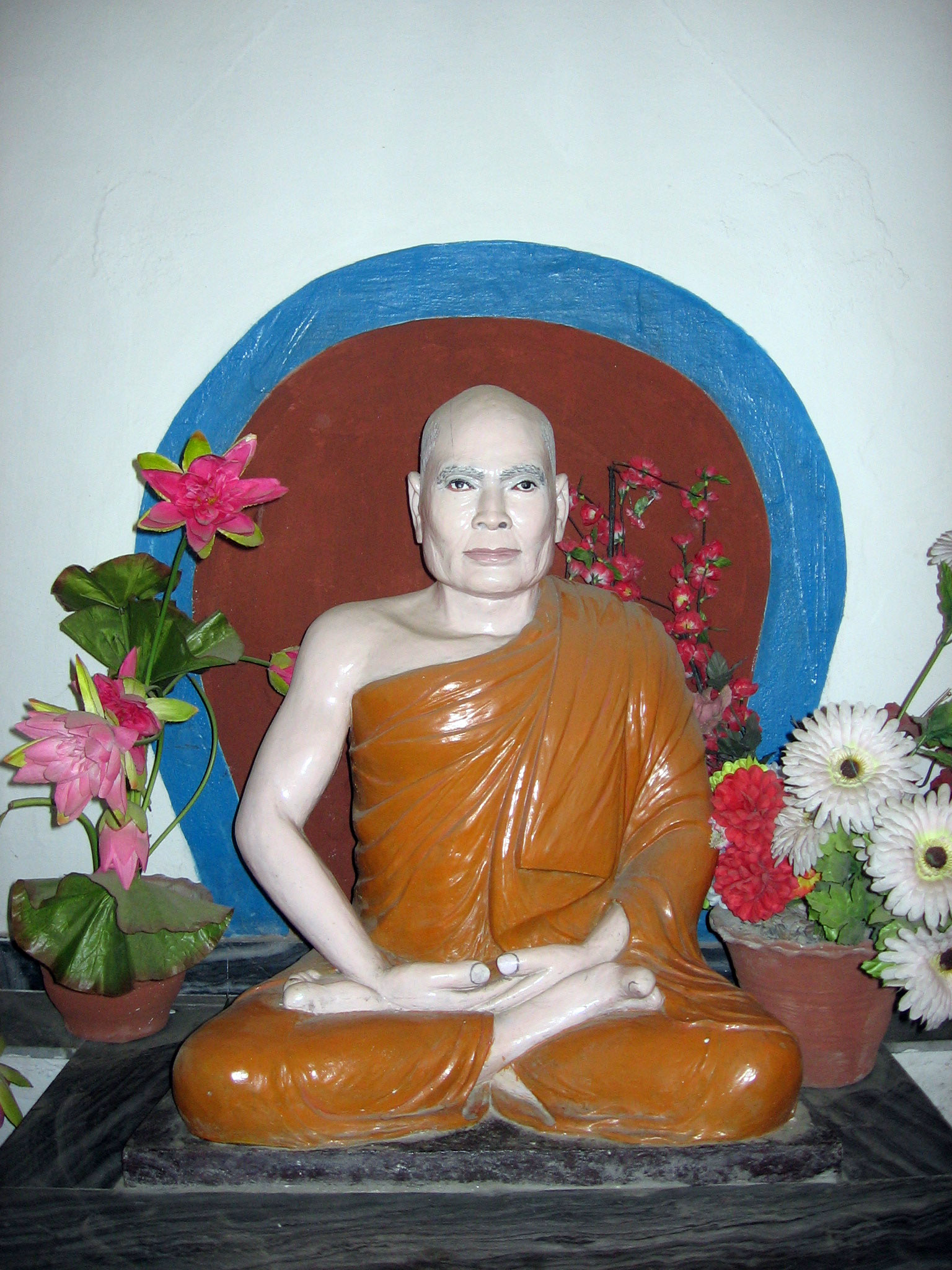
寺内的达马洛克雕塑

1943年，致力于复兴尼泊尔的上座部佛教的达马洛克·马哈斯塔维尔在加德满都郊区的斯瓦扬布建立阿难陀库提寺，随后该寺成为当地上座部佛教徒的活动中心。1944年7月30日，达马洛克等8名僧侣因拒绝签署停止传教的承诺书而被拉納王朝驱逐出境。他们在印度、西藏和不丹等地流亡，直至1946年6月5日禁令解除后返回加德满都。
1948年，斯里兰卡佛教界参与建造的兰卡拉玛舍利塔（Lankarama Stupa）建成揭幕。1966年10月17日，寺庙创始人达马洛克在寺内去世。2015年，阿难陀库提寺在尼泊尔地震中被完全摧毁。震后，斯里兰卡政府出资重建该寺。重建期间的2018年3月，寺中原由斯里兰卡赠予的佛祖舍利子被安置到斯里兰卡驻尼泊尔大使馆。2020年11月6日，使馆在一个特别宗教仪式上将佛祖圣物归还给阿难陀库提寺。

## 相关
亚洲佛教和平会议在阿难陀库提寺设有ABCP尼泊尔阿难陀库提寺国家中心。该寺创办有佛教杂志《Anandabhoomi》（आनन्दभूमि）。